# Farní sbor Českobratrské církve evangelické v Krnově
Farní sbor Českobratrské církve evangelické v Krnově spadá pod Moravskoslezský seniorát. Bohoslužby se konají v evangelickém kostele na Husově náměstí. Sbor má kazatelské stanice v Krasově a v Třemešné. Sbor má 350 členů, nedělní bohoslužby navštěvuje 60 - 80 lidí. Kromě nedělních bohoslužeb se zde pořádají biblické hodiny, setkávání mládeže a dětí a modlitební setkávání.
Do krnovské diaspory patří Bohušov, Brantice, Čaková, Heřmanovice, Ježník, Jindřichov, Krasov, Lichnov, Třemešná, Zátor, Zátor - Loučky a Sosnová.
Farářem sboru je Štěpán Janča a kurátorem sboru je Marek Wdówka.

## Historie
Na Krnovsku vznikaly evangelické sbory již na počátku 16. století. (Roku 1558 byl ve Wittenbergu ordinován Johannes Franck z Budyšína pro službu evangelického faráře v Krnově.) Po bitvě na Bílé Hoře však evangelické obyvatelstvo vymizelo. 
Významnější nárůst počtu lidí, kteří se hlásili k evangelictví je zaznamenáván až od poloviny 19. stol. V této době Krnov obývalo z naprosté většiny německé obyvatelstvo. Roku 1882 byl v Krnově založen filiální sbor. V letech 1901–1903 byl vystavěn evangelický kostel na Husově náměstí. Roku 1909 se sbor stal samostatným. Po první světové válce se sbor stal součástí Německé evangelické církve v Čechách, na Moravě a ve Slezsku.Po druhé světové válce a odsunu německého obyvatelstva tento evangelický sbor augsburského vyznání zanikl. 
Český evangelický sbor zde vzniká v roce 1949. Na sbor nastupuje farář Tomáš Holeček, v roce 1961 jej střídá Jan Hroch. V roce 1962 je evangelickému sboru odebrána fara, která připadne Veřejné bezpečnosti. V roce 1968 přichází farářka Jarmila Strádalová, v roce 1971 ji střídá Bronislav Kielar. V letech 1975–1978 prošel interiér i exteriér kostela kompletní rekonstrukcí. V roce 1989 nastupuje farář Milan Moletz, postupně sbor získává charismaticko-letniční charakter, v roce 1995 dochází k rozdělení sboru, přibližně polovina dosavadního sboru odchází a zakládá Křesťanské společenství. Při povodních v roce 1997 byl kostel podmáčen a musela být zrekonstruována podlaha v celém kostele. V letech 1997–2000 je sbor neobsazen, v roce 2000 nastupuje farář Otakar Mikoláš, kterého v roce 2003 střídá Radovan Rosický. V 2018 nastoupil farář Martin Litomiský a pak v roce 2021 Štěpán Janča.